# كيم سونغ جوك
كيم سونغ جوك (مواليد 11 أبريل 1984) هو ملاكم كوري شمالي، مثّل بلاده في دورتي الألعاب الأولمبية الصيفية 2004 و2008.

## روابط خارجية
كيم سونغ جوك على موقع أوليمبيديا (الإنجليزية)